# Pohlia wahlenbergii
Pohlia wahlenbergii là một loài Rêu trong họ Bryaceae. Loài này được (F. Weber & D. Mohr) A.L. Andrews miêu tả khoa học đầu tiên năm 1935.

## Hình ảnh

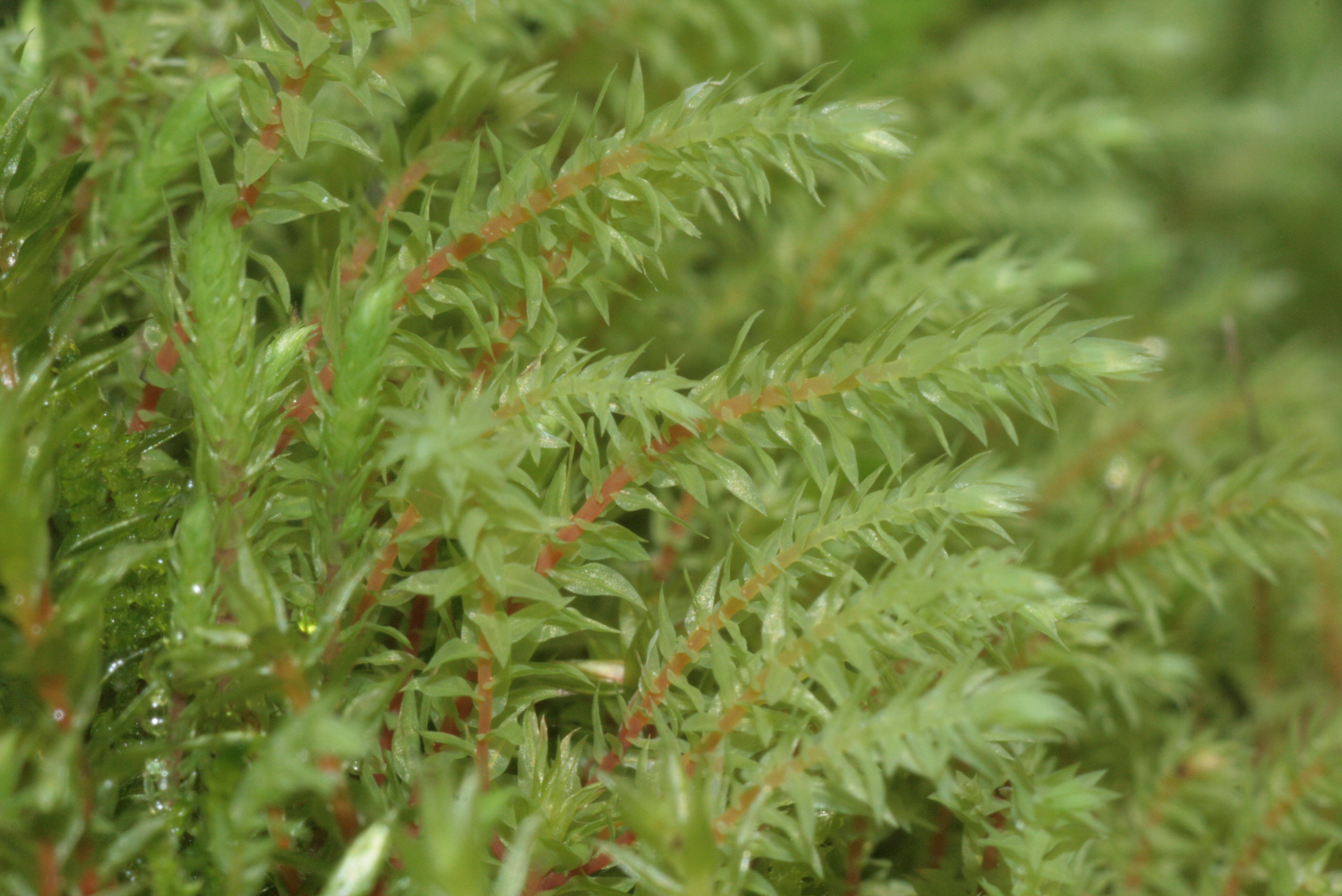
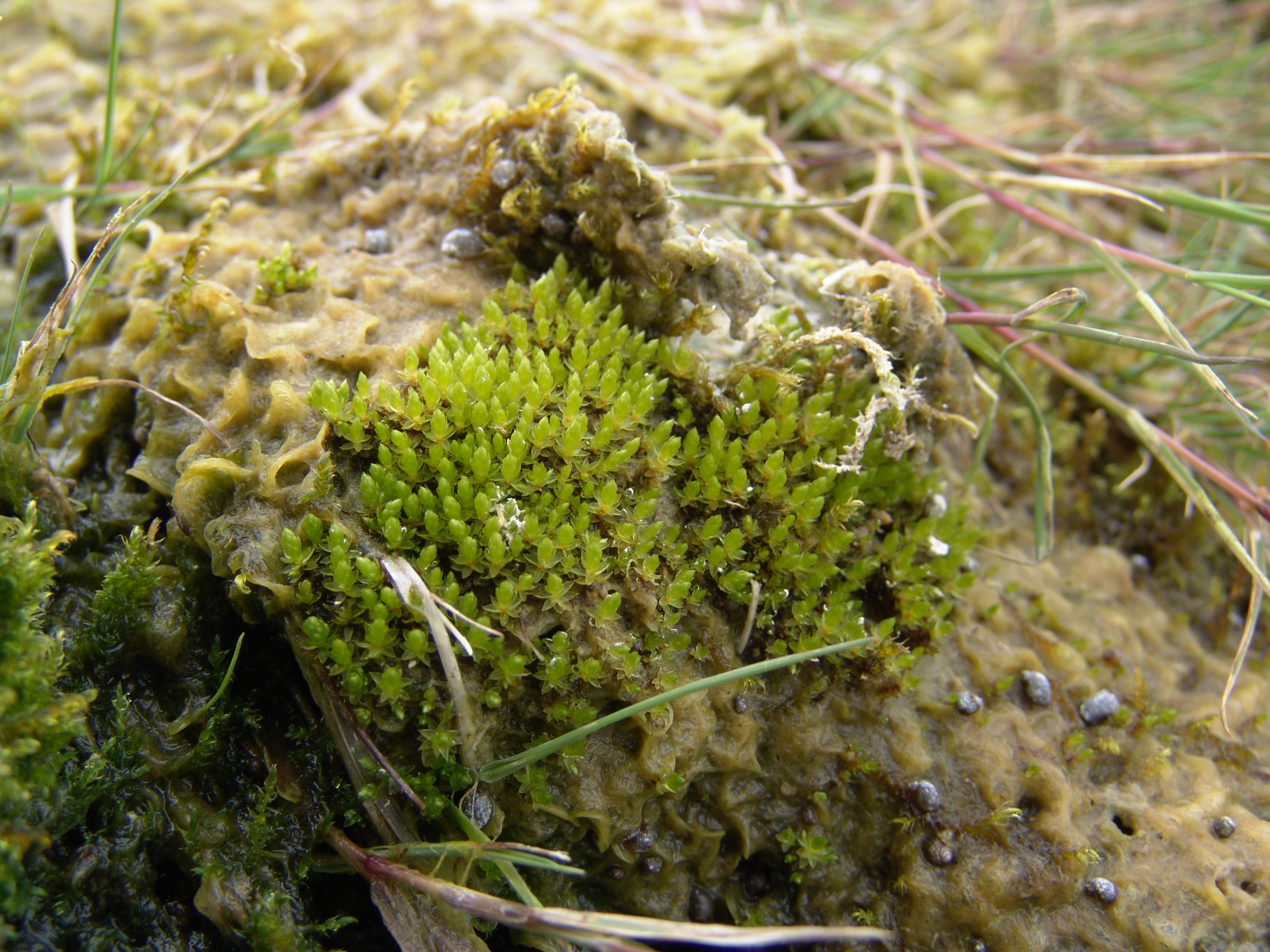